# Carl Hyltén-Cavallius (militär)
Carl Hyltén-Cavallius, född 5 juni 1851 på Årsta holmar, Brännkyrka socken, död 23 augusti 1931 i Stockholm, var en svensk militär och vapentekniker. Han var son till Gunnar Olof Hyltén-Cavallius och far till Ragnar Hyltén-Cavallius.
Hyltén-Cavallius blev underlöjtnant vid Kronobergs regemente 1871 och erhöll transport till Vendes artilleriregemente 1872. Hyltén-Cavallius utexaminerades från Krigshögskolan på Marieberg 1875, var artilleristabsofficer 1882–1890 och blev styresman för Carl Gustafs stads gevärsfaktori 1890. År 1896 utnämndes Hyltén-Cavallius till major i armén och 1897 vid regementet samt 1903 till överstelöjtnant i armén. Han erhöll avsked från befattningen på regementet och blev överste i armén 1909. Därefter kvarstod han till 1911 som styresman för gevärsfaktoriet. Hyltén-Cavallius fallenhet för teknik gjorde honom väl lämpad för styresmannabefattningen. Under hans första år måste tillverkningsmetoderna ändras på grund av ändringen av remingtongeväret från Gevär m/1867 till Gevär m/1889 och då senare tillverkningen av Gevär m/96 krävdes nya arbetsmaskiner och moderna arbetsmetoder lämpade för precisionsframställning av vapen. Under Hyltén-Cavallius ledning kom Carl Gustafs stads gevärsfaktori att utvecklas till ett modernt faktori mätbart med de främsta utländska vapenfabrikerna. För studier av vapentillverkning i andra länder företog Hyltén-Cavallius upprepade studieresor till Tyskland, Frankrike och Belgien samt flera andra länder. Han var från 1891 ordförande i styrelsen för Eskilstuna tekniska skola, ledamot av och 1908–1909 ordförande för stadsfullmäktige i Eskilstuna och innehade en rad andra kommunala förtroendeuppdrag. Hyltén-Cavallius kom troget att stötta sin rustmästare Carl Edvard Johansson i hans uppfinnarverksamhet och såg tidigt hans genialitet. Han blev 1902 ledamot av Krigsvetenskapsakademien.